# Ботиевский сельский совет (Приазовский район)
Ботиевский сельский совет (укр. Ботіївська сільська рада) — входит в состав
Приазовского района
Запорожской области
Украины.
Административный центр сельского совета находится в 
с. Ботиево.

## История
- 1943 — дата образования.

## Населённые пункты совета
- с. Ботиево
- с. Бабановка
- с. Строгановка